# Ploscoș
Ploscoș [ˈploskoʃ] (ungarisch Palackos) ist eine Gemeinde im Kreis Cluj in der Region Siebenbürgen in Rumänien.

## Geographische Lage

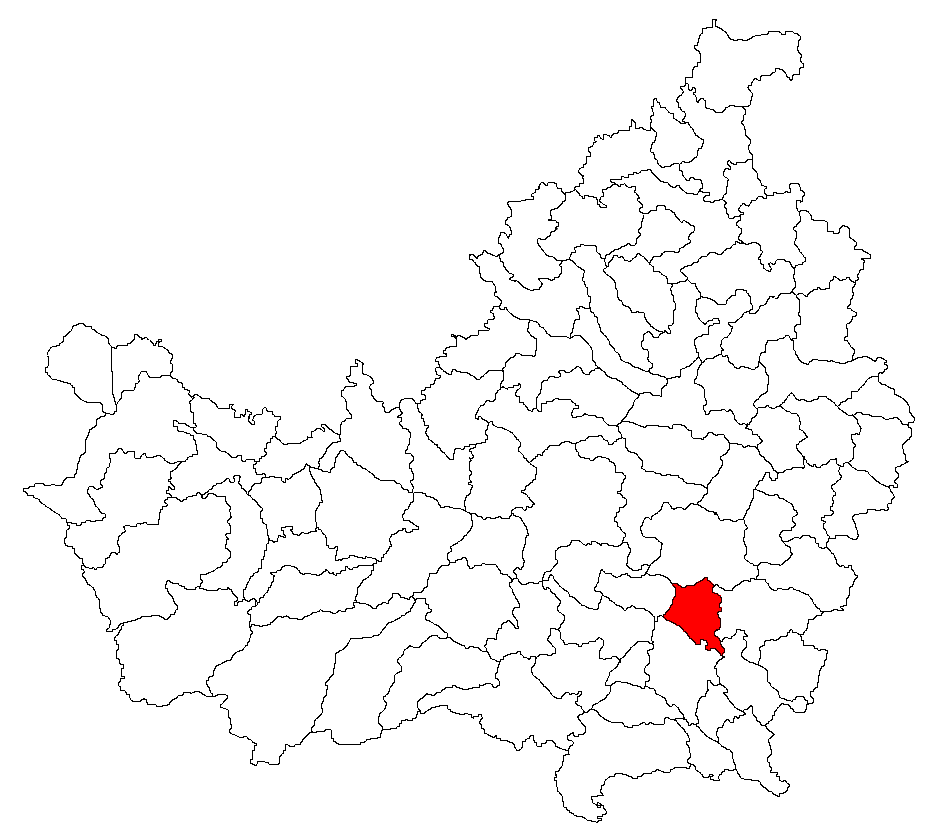
Lage der Gemeinde Ploscoș im Kreis Cluj

Die Gemeinde Ploscoș liegt im Südwesten der Siebenbürgischen Heide (Câmpia Transilvaniei) – Teil des Siebenbürgischen Beckens, nordöstlich vom Cămărașului-Berg (Dealul Cămărașului; 493 m). Am Bach Pârâul Florilor – ein linker Nebenfluss des Arieș –, an der Kreisstraße (Drum județean) DJ 161B und an der Bahnstrecke Cluj Napoca–Războieni befindet sich der Ort Ploscoș 15 Kilometer nördlich von der Stadt Câmpia Turzii (Jerischmarkt) und etwa 40 Kilometer südöstlich von der Kreishauptstadt Cluj-Napoca (Klausenburg) entfernt.
Wegen des Salzvorkommens in der Region sind in den flachen Tälern der Gemeinde Salzsümpfe und an einigen Rutschhängen kommt Salz zutage. Die Region der Gemeinde ist eine der ärmsten in Siebenbürgen.

## Geschichte
Der Ort Ploscoș wurde erstmals 1913 urkundlich erwähnt. Ein archäologischer Fund auf dem Areal des eingemeindeten Dorfes Valea Florilor (ungarisch Virágosvölgy) deutet nach Angaben von Márton Roska in die Jungsteinzeit. Nördlich des Dorfes sind bei archäologischen Grabungen, nach Angaben des rumänischen Kulturministeriums, eine Siedlung aus der Hallstattzeit und ein Hügelgrab aus der Frühgeschichte gefunden worden.
Im Königreich Ungarn lag die heutige Gemeinde im Stuhlbezirks Torda (heute Turda) in der Gespanschaft Torda-Aranyos. Anschließend gehörte die Gemeinde dem historischen Kreis Turda und ab 1950 dem heutigen Kreis Cluj an.
Das heutige Gemeindezentrum setzt sich aus dem ehemaligen Dorf Ploscoș und den Weilern Adămești, Drăculești, Șerpești, Valea Crișeni, Valea Întunecată, Valea Lungă Mare und Valea Vântului zusammen. Der Weiler Costești ist dem Dorf Lobodaș (ungarisch Labodás) zugeteilt und dem eingemeindeten Dorf Valea Florilor die Weiler Bicaș, Bogomirea, Cantonu Gării und Valea Sărată.

## Bevölkerung
Auf dem Gebiet der heutigen Gemeinde Ploscoș wurden seit 1956 fast ausschließlich Rumänen registriert. 1956 waren es von den 2316 Einwohnern 2236 Rumänen, 59 Magyaren (gleichzeitig die höchste Anzahl), 19 Roma (gleichzeitig die höchste Anzahl) und ein Rumäniendeutscher – der einzige der je registriert wurde. Die höchste Anzahl der Rumänen (2258) wurde 1966 ermittelt. Bei der Volkszählung von 2002 wurden auf dem Gebiet der Gemeinde nur noch 796 Rumänen und ein Ungar registriert. Bei der Volkszählung 2011 waren es von den 702 Menschen 664 Rumänen, 12 Roma und restliche 26 machten keine Angaben zu ihrer Ethnie.
Die Hauptbeschäftigung der Bevölkerung ist die Landwirtschaft und die Viehzucht.

## Sehenswürdigkeiten
Auf dem Gebiet der Gemeinde Ploscoș sind keine nennenswerte Sehenswürdigkeiten vorhanden.

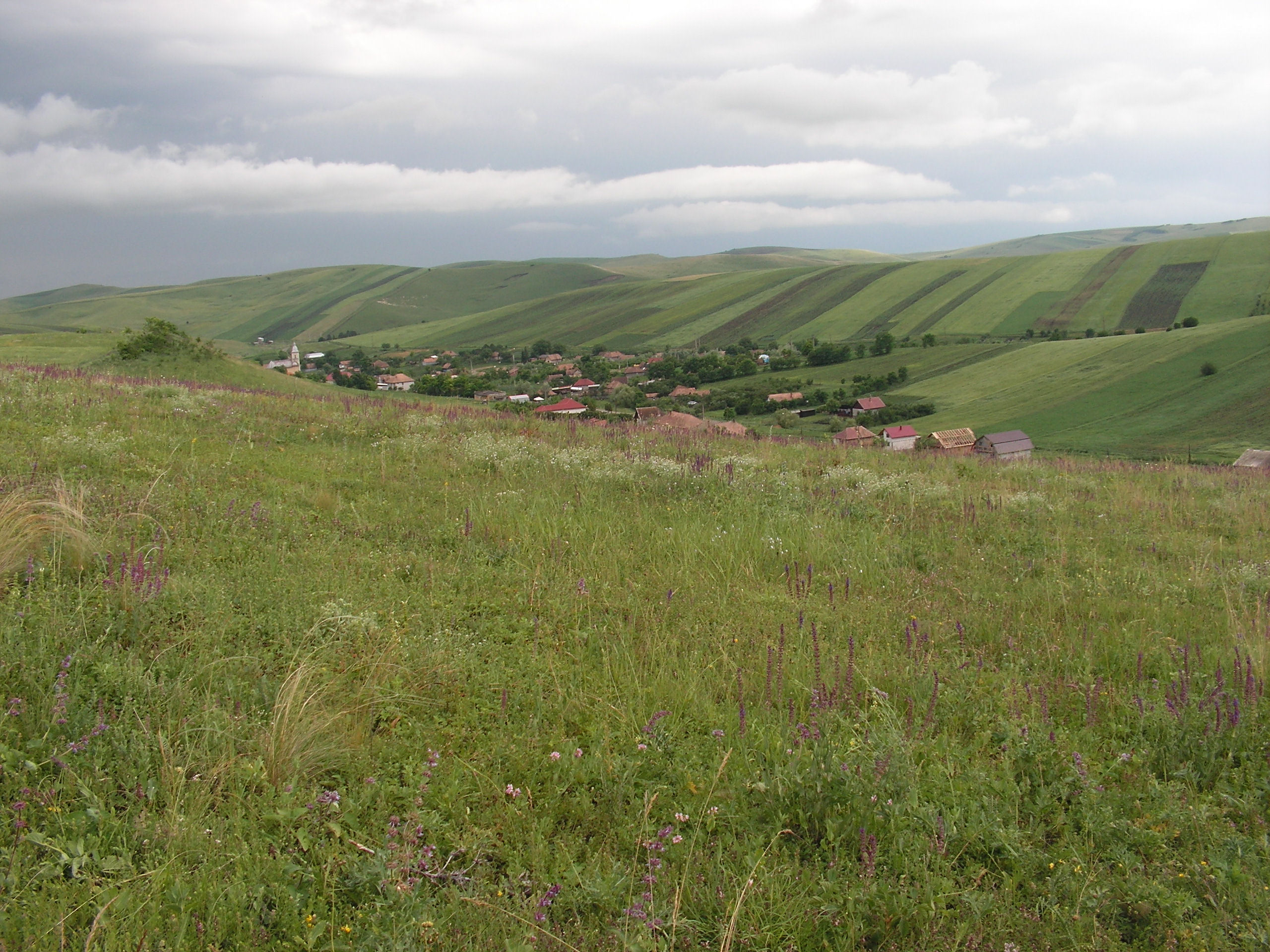
Blick auf Ploscoș
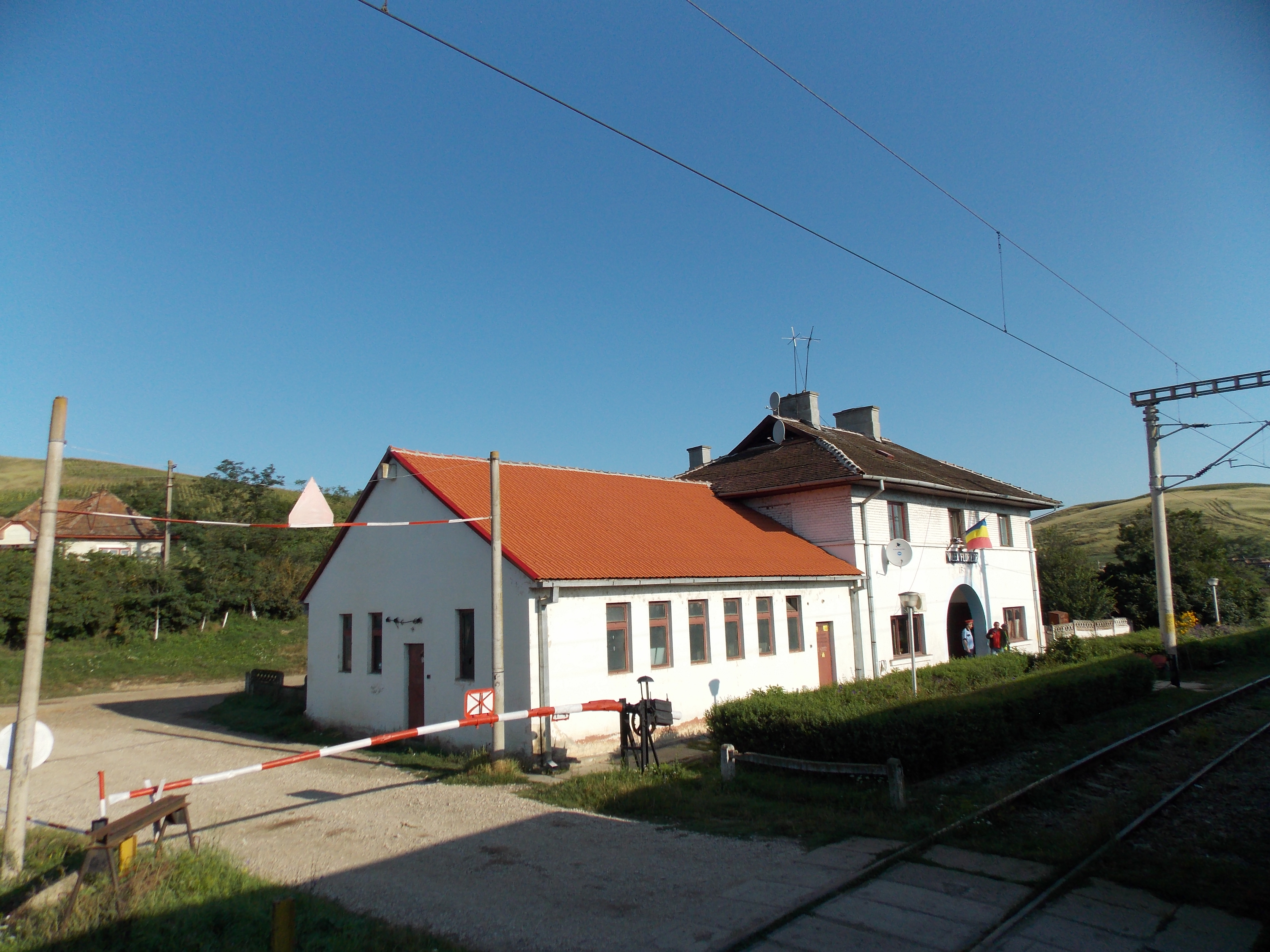
Bahnhof in Valea Florilor
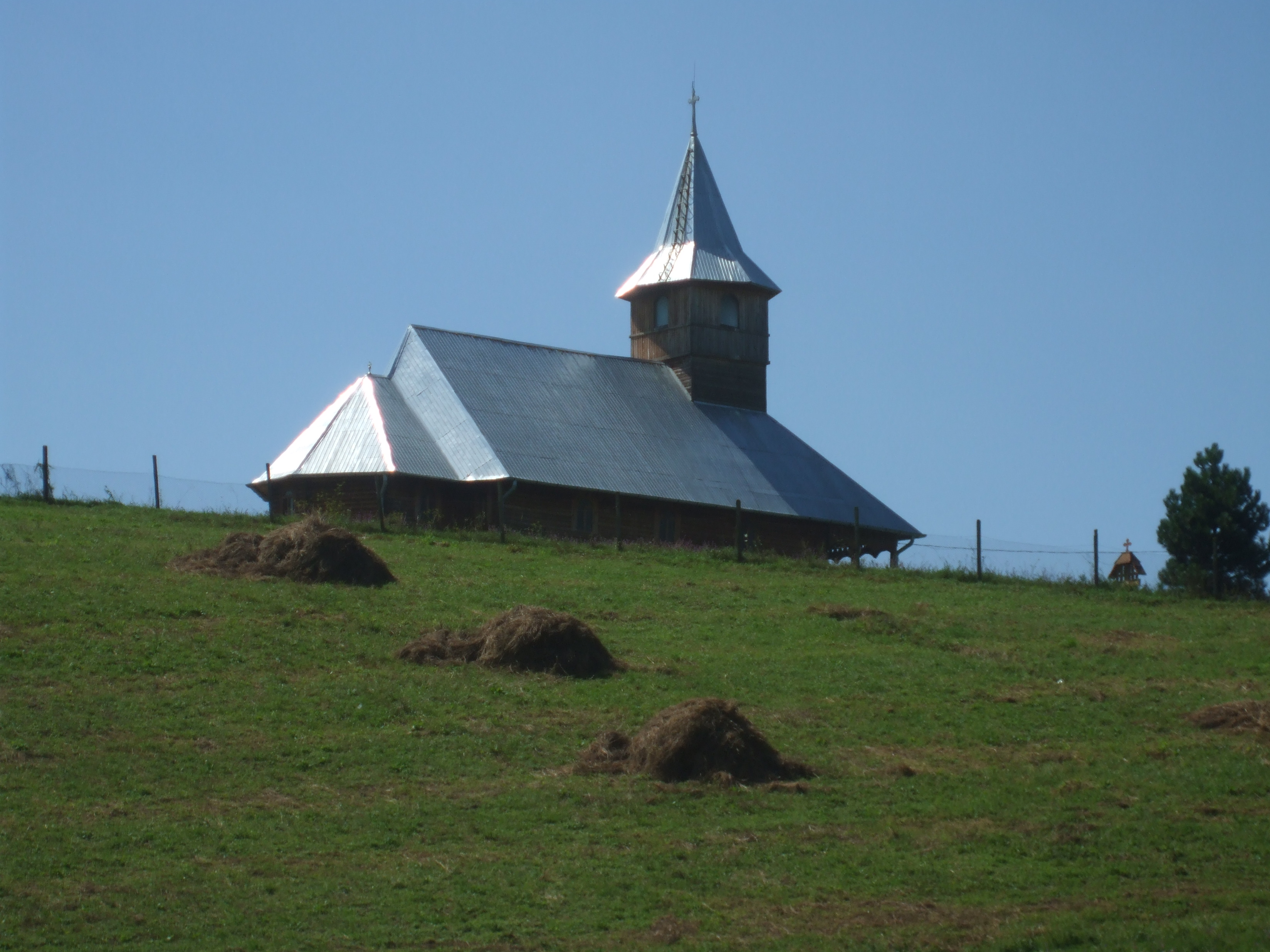
Holzkirche in Valea Florilor